# Hyperoche shihi
Hyperoche shihi is een vlokreeftensoort uit de familie van de Hyperiidae. De wetenschappelijke naam van de soort is voor het eerst geldig gepubliceerd in 2005 door Gasca.